# Maharet
Maharet es un personaje de ficción que hace su aparición en las novelas de Anne Rice y en la película La reina de los Condenados interpretada por Lena Olin, es una de las gemelas pelirrojas junto con su hermana Mekare, fue una bruja de la antigüedad, además es una de las primeras vampiresas jamás creadas que entraron en conflicto con su enemiga Akasha lo que atrae la atención de Amel. En última instancia condujo a la creación del vampirismo, tras separarse de su hermana y de los demás vampiros de la primera generación, Maharet pasa seis mil años velando por los descendientes de su hija mortal Miriam y su sobrina Jesse Reeves, quienes son parte de la gran familia.

## Biografía

### Primeros años de vida como humana
Maharet y su hermana,Mekare, eran gemelas y poderosas brujas que vivían en un hermoso valle cerca del Monte Carmelo hace unos seis mil años. Tenían el pelo rojo y rizado y ojos verdes, rasgos comunes entre las brujas hereditarias, usaban sus poderes para comunicarse con espíritus, en su mayoría inofensivos e ingenuos, con un poder limitado sobre el reino mortal. Esto atrae la atencion de Akasha, la joven reina de Kemet, de Egipto, quien las invitó a visitarla cuando tenían dieciséis años, pero se negaron presentando algo siniestro en la petición.
La siguiente petición de Akasha se presenta en forma de violencia, mientras las gemelas realizan ritos funerarios caníbales para su madre. La reina, que tenía como política erradicar el canibalismo ritual, envía soldados a su aldea matando a todos a su paso y llevándose a las hermanas a rastras.
Cuando las gemelas llegan a Kemet, todos los que la vieron las contemplaron con asombro y temor. Respondieron con sinceridad a todas las preguntas sobre espíritus y dioses que les hizo la Reina. Sin embargo, como sus respuestas no concordaban con las creencias de Akasha, las acusaron de blasfemas y las encarcelaron. A la mañana siguiente, cuando la reina las mandó llamar y les hizo las mismas preguntas, Mekare invocó a un espíritu travieso llamado Amel contra la voluntad de su hermana, para que desplegara su poder. Esto aterrorizó a la reina y a su esposo el rey Enkil y las gemelas fueron encarceladas de nuevo.
Tres noches después, como castigo las gemelas son violadas por el mayordomo del rey Khayman, quien había sido comprensivo con ellas durante su encarcelamiento, frente al tribunal.
Maharet y Mekare regresan a su tierra natal, donde Maharet da a luz a Miriam, la hija que ella y Khayman tuvieron. Las hermanas dejaron atrás sus dificultades y se establecieron para reconstruir su vida en el valle. Su paz se vio truncada un año después cuando Khayman llegó con el ejército de Akasha. Las llevó de vuelta a Kemet y les contó lo sucedido con la reina desde su partida.
El espíritu Amel, furioso por la humillación de los gemelos, se había descontrolado. Acosaba al rey ya la reina día y noche, tirando y derribando objetos, volviéndolos locos. También había estado atormentando a Khayman por su participación en la violación, destrozando su casa y desenterrando el cuerpo de su padre de la tumba. Los nobles, disgustados con sus monarcas por haberles traído este problema, habían conspirado para matarlos. Los nobles habían seguido a la pareja real hasta la casa de Khayman, donde le suplicaban al espíritu que los dejara en paz, y los atacaron. Pero de alguna manera, Akasha y Enkil habían sobrevivido, y todos los nobles habían sido asesinados. Desde entonces, el rey y la reina solo habían sido vistos de noche y no salían de su palacio. La gente estaba desapareciendo, y Khayman había decidido traer de vuelta a los gemelos con la esperanza de que pudieran poner fin a todos estos problemas.
Al llegar a Kemet, los gemelos se enteran de lo sucedido. Amel había desarrollado un gusto por la sangre, y uno de sus tormentos favoritos era pinchar a la gente y hacerla sangrar. Akasha y Enkil habían sido apuñalados, y mientras yacían desangrándose, el espíritu de Amel se podía ver en forma de gotas de sangre. Se vio al espíritu sumergirse en el cuerpo de Akasha, quien, de alguna manera, se regeneró en una nueva forma. Akasha se abalanzó sobre Enkil, drenándole la sangre restante y luego alimentándolo con la suya. Fueron los primerosbebedores de sangre.
Akasha y Enkil habían convocado a los gemelos con la esperanza de que las brujas les explicaran la forma que habían adoptado y cómo saciar su sed insaciable de sangre. Sin embargo, los gemelos no les sirvieron de mucho y fueron encarcelados para ser ejecutados la noche siguiente, no sin antes arrancarle la lengua a Mekare y los ojos a Maharet.
Tres horas antes del amanecer, Khayman acude a ellos desesperado, que había sido traicionado por su rey y su reina, quienes se habían vuelto contra él y lo habían convertido en uno de ellos para probar sus nuevas habilidades. Convierte a Mekare en una bebedora de sangre, y ella, a su vez, convierte a Maharet en una. Escapan de la prisión y crean más bebedores de sangre a medida que avanzan, con la esperanza de crear un ejército para derrotar a los malvados rey y reina. Estos vampiros se conocieron como la Primera Generación.

### La vida como vampiro
Tras semanas de conflicto con Akasha, las gemelas son capturadas en Saqqara. Las colocando en ataúdes de piedra y las abandonan a la deriva en el océano: Mekare al oeste, Maharet al este. Maharet desembarca en la costa sur de África y vaga durante los siguientes seis milenios, rastreando el linaje de su hija Miriam y buscando a Mekare. Tras perder los ojos poco antes de convertirse en vampira, Maharet extrae los ojos de sus víctimas y debe reemplazarlos regularmente con ojos nuevos de humanos.
Maharet, curiosamente, nunca duerme bajo tierra como la mayoría de los vampiros antiguos. Alrededor del año 1000 a. C., Maharet cría a un joven llamado Eric. Durante la era vikinga, Maharet viaja al norte en busca de un amante en Escandinavia, devastando las aldeas a su paso. Lucha contra un guerrero mortal llamadoThorney lo transforma en vampiro. Thorne y Maharet son amantes durante un tiempo, hasta que el creciente resentimiento de él hacia ella por haberlo transformado en vampiro lo lleva a abandonarla. En algún momento después del año 1497 d. C., conoce al antiguo vampiro druida Mael, con quien se convierte en amante y compañera.
A lo largo de los siglos, Maharet se mantiene en contacto con sus descendientes. La familia cree que Maharet es un nombre que se le da a una mujer por generación con una apariencia similar, y no sospechan que Maharet sea inmortal. cuandoJesse ReevesQueda huérfana al nacer, Maharet dispone que la pongan bajo la tutela de dos miembros de la Gran Familia, y mantiene correspondencia con ella durante toda su vida. Jesse está invitada a quedarse con Maharet en su complejo en Sonoma, California, cuando es una mujer joven, y es testigo de cómo Maharet entretiene y discute con otros vampiros, incluido Eric.Santinoy Mael. Después de que Mael intenta beber de Jesse, Maharet nubla su memoria de los eventos exactos que presenció y la envía lejos. Cuando Jesse es fatalmente herido en el concierto de Lestat en San Francisco, antes de que Mael pueda darle a Jesse elDon Oscuro, Maharet llega al hospital para hacerlo ella misma.
Maharet reúne a los vampiros que no fueron asesinados por Akasha en su complejo de Sonoma, California. Les cuenta la historia de su vida mortal y sus primeros años como vampira, y cuando Akasha les pide que se unan a ella en su plan para la humanidad, utilizan la historia de Maharet como prueba para argumentar que la humanidad debe seguir su propio camino. Akasha es derrotada cuando Mekare llega inesperadamente y provoca que Akasha sea decapitada por la caída de un cristal roto. Mekare entonces consume el corazón y el cerebro de Akasha, absorbiendo elnúcleo sagradode Amel y convirtiéndose en la nueva Reina de los Condenados, con Maharet actuando como la Reina Regente.
En su rol de liderazgo, Maharet usa cadenas hechas de su cabello para contener temporalmente al locoLestatdespués de su regreso del Infierno enMemnoch el Diablo. Después de contar su historia en Sangre y Oro, Mariusle pide a Maharet que determine si se le permite vengarse de Santino por el intento de asesinato que resultó en la destrucción del palacio de Marius a fines del siglo XV. Maharet niega la petición de Marius, pero Thorne mata abruptamente a Santino en nombre de Marius. Como castigo, Maharet toma los ojos de Thorne para sí misma y lo ata con cadenas hechas de su cabello. Cuando Lestat busca los altos en Cántico de Sangre, llama a Maharet telepáticamente, y ella responde por correo electrónico con evidencia de dónde pueden estar. Una vez que se han recuperado los Taltos, Maharet envía a Khayman a buscara MonayQuinn, y las lleva a su escondite para orientarlas en el vampirismo.
En algún momento, Maharet contacta con el doctor vampiro llamado Fareed, quien le realiza un procedimiento que le otorga nuevos ojos, y Thorne recupera el suyo. En el libro El Príncipe Lestat, Maharet se muestra angustiada por la incapacidad de su hermana y las quemas de vampiros en todo el mundo. Maharet muere a manos del don de fuego de Rhoshamandes y Benedict cuando rescata a Mekare de su escondite en el Amazonas.

## En la cinematográfica
Maharet es tia de Jesse que se comunicaba a travéz de los sueños, se conocieron ambas cuando Jesse era una pequeña niña mortal que vivia en la mansión de los vampiros donde organizaban un gran banquete elegante, ella le preguntaba de que trataba pero Maharet no le podia revelar nada, cada noche que Jesse soñaba siendo mujer joven a sido confusó pero a la vez desea investigar más sobre su familia anotando todo en su diario. Luego de que Jesse y Lestat estuvieron juntos, después en el concierto del valle de la muerte en California, un miembro vampiro por orden de Maharet la secuestra trayéndola a la mansión. 
Al dia siguiente Jesse desmayada acostada despierta ve la mansión donde se reencuentra con su tia dándole un abrazo y le confiesa todo que ella es miembro descendiente de los vampiros de su linaje familia, eso hace feliz a Jesse anhelando ser vampira, momento después Jesse le escribe una carta a su tia triste por la desaparición de Lestat tras ser secuestrado por Akasha, Jesse sale de la mansión a distrerse dirigiéndose a la autopista topándose con unos amigos rockeros que lo suben a su coche.   
En la noche, Maharet junto con los vampiros y Jesse planean destruir a la reina de los vampiros, Jesse queda preocupada por Lestat hasta que hace su aparición con Akasha siendo hechizado y manipulado por su poder, ordena que mate a Jesse pero Maharet impide a que toque a su sobrina, Akasha lo detiene hasta que Lestat sin querer la mata, Jesse acepta queriendo sabiendo que su sangre pura lo purificará y lo logra, finalmente Lestat furioso con Akasha la mata con la ayuda de todos los vampiros y por último Maharet bebe sacrificándose se vuelve la nueva reina de los vampiros, antes de ser transformada en estatua ve a Lestat corriendo donde su amada Jesse, Maharet se dió cuenta que se aman y estarán juntos siendo amantes y pareja por la eternidad en buenas manos con el resto de los vampiros, esó deja más tranquila hasta quedarse en tiempo de milenio en escultura dormida.  

## Personajes relacionados
- Jesse Reeves
- Lestat de  Lioncourt
- Marius de Romanus
- Armand
- Pandora

## Apariciones en
- La reina de los condenados
- El ladrón de cuerpos
- Sangre y oro
- Cántico de sangre
- El príncipe Lestat